# O Gaúcho (história em quadrinhos)
O Gaúcho foi uma tira de jornal gênero aventura criado pelo artista brasileiro Julio Shimamoto a pedido de Mauricio de Sousa. Suas histórias foram publicadas pela primeira vez no período de 1963-1965, no suplemento infantil Folhinha de São Paulo (do jornal Folha de S. Paulo).  Shimamoto oscilou entre uma trama de cangaço ou de gaúcho Escolheu a segunda, pois, além de conhecer o Rio Grande do Sul, por ter pesquisado durante o tempo em que trabalhou na Cooperativa Editora de Trabalhos de Porto Alegre (CETPA), onde ilustrou  A história do Rio Grande do Sul. e a leitura livros como O Tempo e o Vento, Ana Terra, Um Certo Capitão Rodrigo, O Ataque (Érico Veríssimo); Os Guaxos (Barbosa Lessa), No Galpão (Darcy Azambuja); Contos Gauchescos, Casos do Romualdo, Lendas do Sul, Terra Gaúcha (João Simões Lopes Neto); Os Farrapos (Walter Spalding), segundo ele, o cenário nordestino já estava saturado. A tira por pouco foi adaptada em uma série de televisão pela TV Tupi. Em 1985, por intermédio de Paulo Hamasaki, diretor de arte da Editora Noblet, as histórias forma republicadas na revista de faroeste Carabina Slim. Entre 2007 e 2018, as tiras foram republicadas no fanzine O Gaúcho, publicado pela SM Editora/Júpiter 2 de José Salles, ao todo foram publicadas 4 edições. Em dezembro de 2022, uma edição encadernadas feditada por Paulo Kobielski e Denilson Rosa dos Reis, foi publicada pelo Coletivo Alvoradense de Quadrinhos (CAQ).

## Enredo
As histórias se passam ao final da Guerra do Paraguai (1864-1870), quando o ex-soldado gaúcho Fidêncio passa a viver novas aventuras.